# Fissidens subsessilis
Fissidens subsessilis là một loài Rêu trong họ Fissidentaceae. Loài này được P.C. Chen mô tả khoa học đầu tiên năm 1943.